# Болотная (приток Тетерева)
Боло́тная (в верховье Термаховочка; укр. Боло́тна) — река на Украине, протекает по Вышгородскому району Киевской области. Левый приток Тетерева (бассейн Днепра). Длина — 26 км. Площадь водосборного бассейна — 154 км². Уклон — 2,2 м/км.
Болотная имеет 16 притоков общей длиной 40 км. Ширина долины — 2 км. Пойма частично заболоченная. Русло шириной от 2 м до 4,4 м. Зарегулирована прудами, которые были созданы для ведения хозяйства и разведения рыбы. Используется для сельского хозяйства. Река довольно зависима от малых притоков, которые существенно пополняют её воды. На центральном участке русла имеет ширину 6 м, глубину 1,4 м, грунт песчаный. В нижней части канализирована.
Берёт начало западнее села Термаховка под названием Термаховочка. Протекает через село Обуховичи, затем мимо сёл Болотня и Сукачи. Впадает в Тетерев у пгт Иванков.

## Притоки
По порядку от устья:
- Мурава (пр.);
- Бычок (пр.);
- Соинка (пр.)[4].